# خافيير بيريز ماتيو
خافيير بيريز ماتيو (بالإسبانية: Javier Pérez Mateo) (14 أغسطس 1995 في إسبانيا - ) هو لاعب كرة قدم إسباني في مركز الوسط. لعب مع نادي ألميريا.

## وصلات خارجية
- خافيير بيريز ماتيو على موقع قاعدة بيانات كرة القدم.إي يو (الإنجليزية)
- خافيير بيريز ماتيو على موقع Soccerway.com (الإنجليزية)